# Pachastrellidae
Pachastrellidae é uma família de esponjas marinhas da ordem Astrophorida.

## Gêneros
- Acanthotriaena Vacelet, Vasseur e Lévi, 1976
- Ancorella Lendenfeld, 1907
- Brachiaster Wilson, 1925
- Characella Sollas, 1886
- Cladothenea Koltun, 1964
- Dercitus Gray, 1867
- Lamellomorpha Bergquist, 1968
- Pachastrella Schmidt, 1868
- Poecillastra Sollas, 1888
- Stoeba Sollas, 1888
- Thenea Gray, 1867
- Tisiphonia Thomson, 1869
- Triptolemma de Laubenfels, 1955
- Vulcanella Sollas, 1886
- Wyvillethomsonia Wright, 1870